# Jan Lambrichs
Jan Lambrichs (Maastricht, 21 de juny de 1915 - Kerkrade, 28 de gener de 1990) fou un ciclista neerlandès, professional entre 1936 i 1954.
Va créixer en una granja de Bunde, en el sí d'una família modesta. Destinat a convertir-se en granger, finalment es va dedicar al ciclisme gràcies al seu germà gran Andre, que li va regalar la seva primera bicicleta de carreres. Ràpidament aconseguí bons resultats.
El 1936 passà a professionals, iniciant la seva carrera en la pista, on va córrer al costat de Cor Wals, Jan Pijnenburg o Piet van Kempen. Bon escalador, també destacà en les contrarellotges. Els seus inicis com a professional es van veure afectats per la Segona Guerra Mundial, com tants d'altres ciclistes coetanis.
En el seu palmarès destaca la vuitena posició final al Tour de França de 1939 i, sobretot, la tercera posició de la Volta a Espanya de 1946, edició en què va guanyar dues etapes.

## Palmarès
- 1946
  - Vencedor de 2 etapes a la Volta a Espanya
- 1948
  -  Campió dels Països Baixos de clubs
  - 1r al Gran Premi de Rotterdam
  - Vencedor d'una etapa del Tour de Romandia
  - Vencedor d'una etapa de la Volta als Països Baixos
- 1949
  -  Campió dels Països Baixos de clubs
- 1951
  - 1r al Tour dels Tres Llacs
- 1953
  - 1r al Tour dels Quatre Cantons

### Resultats al Tour de França
- 1939. 8è de la classificació general
- 1949. Abandona (5a etapa)

### Resultats a la Volta a Espanya
- 1946. 3r de la classificació general. Vencedor de 2 etapes